# آني دوبري
آني دوبري (بالفرنسية: Anny Duperey)‏ هي عارضة وروائية وكاتِبة وممثلة فرنسية، ولدت في 28 يونيو 1947 في فرنسا.

## أعمال

### أفلام
- (1977) بوبي ديرفيلد
- (2012) لم ترو شيء بعد[8]

## وصلات خارجية
- آني دوبري على موقع IMDb (الإنجليزية)
- آني دوبري على موقع ألو سيني (الفرنسية)
- آني دوبري على موقع ميوزك برينز (الإنجليزية)
- آني دوبري على موقع أول موفي (الإنجليزية)
- آني دوبري على موقع قاعدة بيانات الأفلام السويدية (السويدية)
- آني دوبري على موقع قاعدة بيانات الفيلم (الإنجليزية)
- آني دوبري على موقع كينوبويسك (الروسية)